# Milo Wolff
Milo Wolff (ur. 28 sierpnia 1923 w Glen Ridge, New Jersey) – amerykański fizyk i astronom. Znanym jest przede wszystkim ze swojej teorii dotyczącej falowej budowy materii, zwanej przez niego rezonansem przestrzeni (rezonansem przestrzennym), alternatywnej w stosunku do teorii budowy materii uznawanych przez główny nurt nauk przyrodniczych. Jest autorem dwóch książek popularyzujących historię fizyki, ze szczególnym naciskiem na falową budowę materii, oraz historię swoich odkryć i przemyśleń: Schrodinger's Universe and the Origin of the Natural Laws oraz Exploring the Physics of the Unknown Universe: An Adventurers Guide.

## Edukacja i kariera
W 1948 roku zdobył tytuł inżyniera na Upsala College, następnie zaś na uniwersytecie w Pennsylwanii tytuł magistra (1952) i doktora filozofii naturalnej (1958).
W latach 1963–69 pracował jako fizyk w MIT, Cambridge. Jednocześnie, w latach 1966-68 był profesorem fizyki na uniwersytecie Sri Lanka. Był też profesorem fizyki na uniwersytecie w Singapurze (1970-72), oraz członkiem zespołu technicznego Aerospace Corp. (1972-75).
W 2010 roku otrzymał nagrodę Sagnaca za całokształt osiągnięć.

## Koncepcje i badania naukowe

### Astronomia
W 1969 roku jako pierwszy zaproponował bezpośrednie badanie nieregularności pola grawitacyjnego Ziemi za pomocą sztucznych satelitów.
Podczas pracy w MIT opracował metodę badania powierzchni ciał na podstawie polaryzacji odbitego od nich światła. Jego badania przyczyniły się do przyznania MIT kontraktu na budowę urządzenia skanującego i analizującego atmosferę ziemską. Było ono prekursorem obrazowania metodą rezonansu magnetycznego, powstałego kilka lat później.
W latach 1972–75 badał przyczynę występowania „ujemnej polaryzacji” światła odbitego od ciał kosmicznych, która była zagadką astronomii od 80 lat. Dzięki jego pracy stało się możliwe obliczanie wielkości daleko położonych asteroid oraz ustalania na odległość czynnika refrakcji powierzchni.

### Fizyka teoretyczna
Model elektronu i rezonans przestrzeni
Milo Wolff sformułował swój własny model elektronu, który odkrył, próbując odnaleźć przyczyny powstawania fal de Broglie'a, które, jak przypuszczał, są wynikiem jakiegoś rodzaju efektu Dopplera. Wyprowadził i dodał do siebie dwa sferyczne rozwiązania równania falowego, które utworzyły skalarną sferyczną falę stojącą, która potem stała się podstawą jego modelu elektronu. Rozważając dwa takie układy poruszające się względem siebie, odnalazł nie tylko długość fali de Broglie'a, ale również długość Comptona oraz relatywistyczną dylatację masy. Te odkrycia stały się dla Wolffa podstawą do uznania układu sferycznych fal stojących za model oddziaływania wszelkiej materii. Układ fal sferycznych skojarzonych z daną cząstką nazwał rezonansem przestrzeni. Środek każdego rezonansu reprezentuje fizyczne położenie cząstki materialnej.
Rezonans przestrzeni to idea polegająca na opisaniu wszelkich oddziaływań jako wymianę energii oraz informacji poprzez "skalarne fale kwantowe", wychodzące sferycznie od każdej cząstki. Każda cząstka jest punktem skupiania się fal od innych cząstek, które zgodnie z zasadą Huygensa tworzą wspólny front falowy i blisko cząstki stają się falą sferyczną. W centrum cząstki dochodzi do rotacji sferycznej fali i przesunięcia jej fazy, co jest interpretowane jako spin.
W 1991 roku ukazała się książka Milo Wolffa, „Exploring the Physics of the Unknown Universe: An Adventurers Guide”, opisująca jego proces tworzenia modelu, w tym również szerszy kontekst historyczny, oraz wynikającej z niego teorii. Książka otrzymała kilka dobrych recenzji, między innymi ze strony astronoma Toma Gehrelsa.
W maju 2004 na konferencji pod tytułem „Beyond Einstein:  From the Big Bang to Black Holes” na Uniwersytecie Stanford, przedstawiona została praca Wolffa zatytułowana „Light and the Electron - Einstein’s Last Question”, będąca podsumowaniem teorii wraz z kontekstem historycznym i teoretycznym.
Podobne idee dotyczące budowy elektronu oraz jej kosmologicznych implikacjach wyraził Carver Mead, Gabriel LaFreniere oraz Jeff Yee. Mead w swojej książce „Collective Electrodynamics: Quantum Foundations of Electromagnetism”, zamiast opierać się na równaniach Maxwella, próbował opisywać elektromagnetyczne zachowanie elektronu za pomocą jego własności kwantowych. W swoich rozważaniach silnie bazował na eksperymentach laboratoryjnych.
Około 2011 roku Milo Wolff udzielił prywatnego wywiadu, w którym opowiedział o historii swoich odkryć związanych z modelem elektronu i rezonansem przestrzeni.

## Ważniejsze publikacje
- Relativistic Mass Increase and Doppler Shift without Special Relativity, „Galilean Electrodynamics”, 8, Nr 4, (1997).
- Origin of the Spin of the Electron, „Amer. Phys. Soc.”
- Fundamental Laws, Microphysics and Cosmology, „Physics Essays”, 6, ss 181-203. (1993).
- Beyond the Point Particle - A Wave Structure for the Electron, „Galilean Electrodynamics”, 6, Nr 5, s. 83-91 (1995).